# Gottesmutter von Wladimir
Die Ikone der Gottesmutter von Wladimir (russisch Влади́мирская ико́на Бо́жией Ма́тери Wladimirskaja ikona Boschijei Materi, Transliteration: Vladimirskaja ikona Božiej Materi, ukrainisch Вишгородська ікона Божої Матері), kurz Wladimirskaja, ist eine Ikone des späten 11. oder frühen 12. Jahrhunderts, ein Nationalheiligtum Russlands und somit eine der wichtigsten Ikonen der gesamten russischen Orthodoxie.

## Herkunft
Eine Legende besagt, dass diese Ikone eines von drei Porträts ist, welche der Evangelist Lukas von der Gottesmutter und dem Christuskind gefertigt haben soll. Im 5. Jahrhundert soll sie dann auf Befehl Kaiser Theodosius’ II. von Jerusalem nach Konstantinopel gebracht worden sein. Untersuchungen des Bildes konnten diese Legende nicht bestätigen. Vielmehr soll die Ikone im frühen 12. Jahrhundert in Konstantinopel gefertigt worden sein und stellt ein herausragendes Beispiel der spätkomnenischen Ikonenmalerei dar.

## Geschichte
Nachdem die Kiewer Rus 988 durch die Konversion Wladimirs I. zum Christentum „getauft“ wurde, bestand ein großer Bedarf an religiösen Objekten für die Ausübung des neuen Glaubens und der Liturgie. Dieser Bedarf wurde durch Importe dieser Artikel aus Konstantinopel befriedigt. Auf diesem Weg kamen zwischen 1131 und 1136 auch zwei Ikonen der Gottesmutter nach Kiew, wovon eine wahrscheinlich die Vladimirskaja war, die im Kloster Devičij in Wyschhorod (bei Kiew) als Gnadenbild verehrt wurde.
1155 wurde die Ikone im Auftrag von Fürst Andrej Bogoljubskij nach Wladimir gebracht, wo sie in der Mariä-Entschlafens-Kathedrale (Uspenskij-Kathedrale) verwahrt wurde. Andrej Bogoljubskij war Fürst von Wladimir und Susdal, ab 1157 Großfürst von Kiew; er wählte Wladimir als Großfürsten-Residenz und damit als politisches Zentrum der Kiewer Rus, des damaligen russischen Reichs. In Wladimir ließ Andrej Bogoljubskij zahlreiche Bauwerke aus weißem Stein errichten, darunter Kathedralen, Klöster und Befestigungsanlagen. Als die heilsbringende Jungfrau von Vladimir wurde die Marien-Ikone im 14. Jahrhundert zum meistverehrten Bild Russlands.

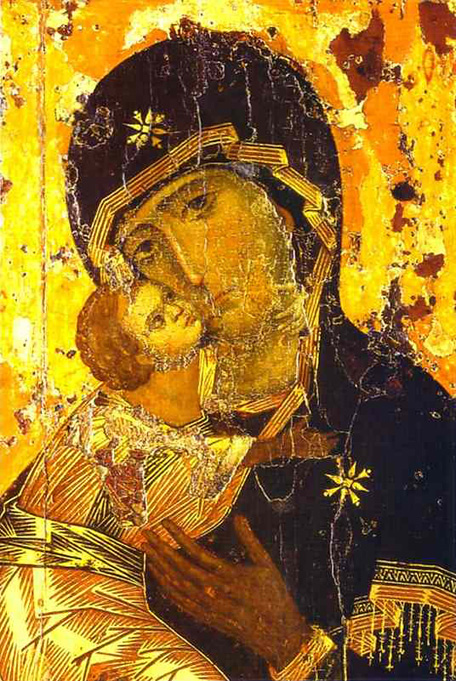
Der bekannteste und am meisten publizierte Ausschnitt der Ikone, Wladimirskaja, wie sie im Russischen kurz genannt wird.

1395 wurde die Ikone erneut umgesiedelt und nach Moskau gebracht, wo sie später ihren Platz in der Ikonostas rechts der Zarentür in der Mariä-Entschlafens-Kathedrale des 15. Jahrhunderts erhielt. Seit dem 16. Jahrhundert galt sie als die verehrungswürdigste Ikone Moskaus.
Nachdem man die Ikone 1918 aus der Uspenskij-Kathedrale des Kreml entfernt hatte, wurde sie 1926 im Staatlichen Historischen Museum am Roten Platz ausgestellt, bevor man sie 1930 der Sammlung der Tretjakow-Galerie einreihte. Mit der Inventarnummer 14243 befindet sie sich heute in der zur Tretjakow-Galerie gehörigen Museumskirche des heiligen Nikolaus von Tolmačach (russ. Музей-храм Святителя Николая в Толмачах Musei-chram Swjatitelja Nikolaja w Tolmatschach).

## Nationalheiligtum

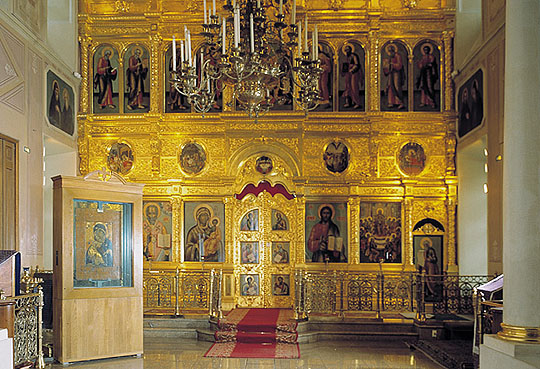
Die Wladimirskaja in der Museumskirche der Tret'jakov Galerie

Der Ruhm der Ikone begründet sich auf Legenden rund um angebliche Wunder der Ikone, welche eng mit tatsächlichen historischen Ereignissen der russischen Geschichte verbunden sind. Alles soll damit begonnen haben, dass die Pferde, welche die Ikone nach Rostow bringen sollten, in Wladimir das Weitergehen verweigerten. Damit soll die Ikone für die Gründung der neuen Hauptstadt und eines neuen Reichs (Großfürstentum Wladimir) verantwortlich sein. 1395 soll die Ikone Moskau vor dem Überfall durch Timur bewahrt haben. Und weitere zwei Mal soll die Ikone Russland vor dem Untergang bewahrt haben: 1451 und 1480. Das Jahr 1480 ist besonders wichtig, denn während des Stehens an der Ugra begann das Großfürstentum Moskau unter Ivan III. – natürlich mit Hilfe der Vladimirskaja – seine Macht zu stärken, bevor Ivan IV. der Schreckliche die Goldene Horde endgültig zurückdrängen konnte.
Eine weitere Geschichte besagt, dass während des Angriffs der deutschen Wehrmacht auf Moskau im Dezember 1941 Stalin befohlen haben soll, die Ikone in einem Flugzeug über die Stadt fliegen zu lassen, um so die Bevölkerung und die Stadt zu schützen.

## Kunstgeschichtliches

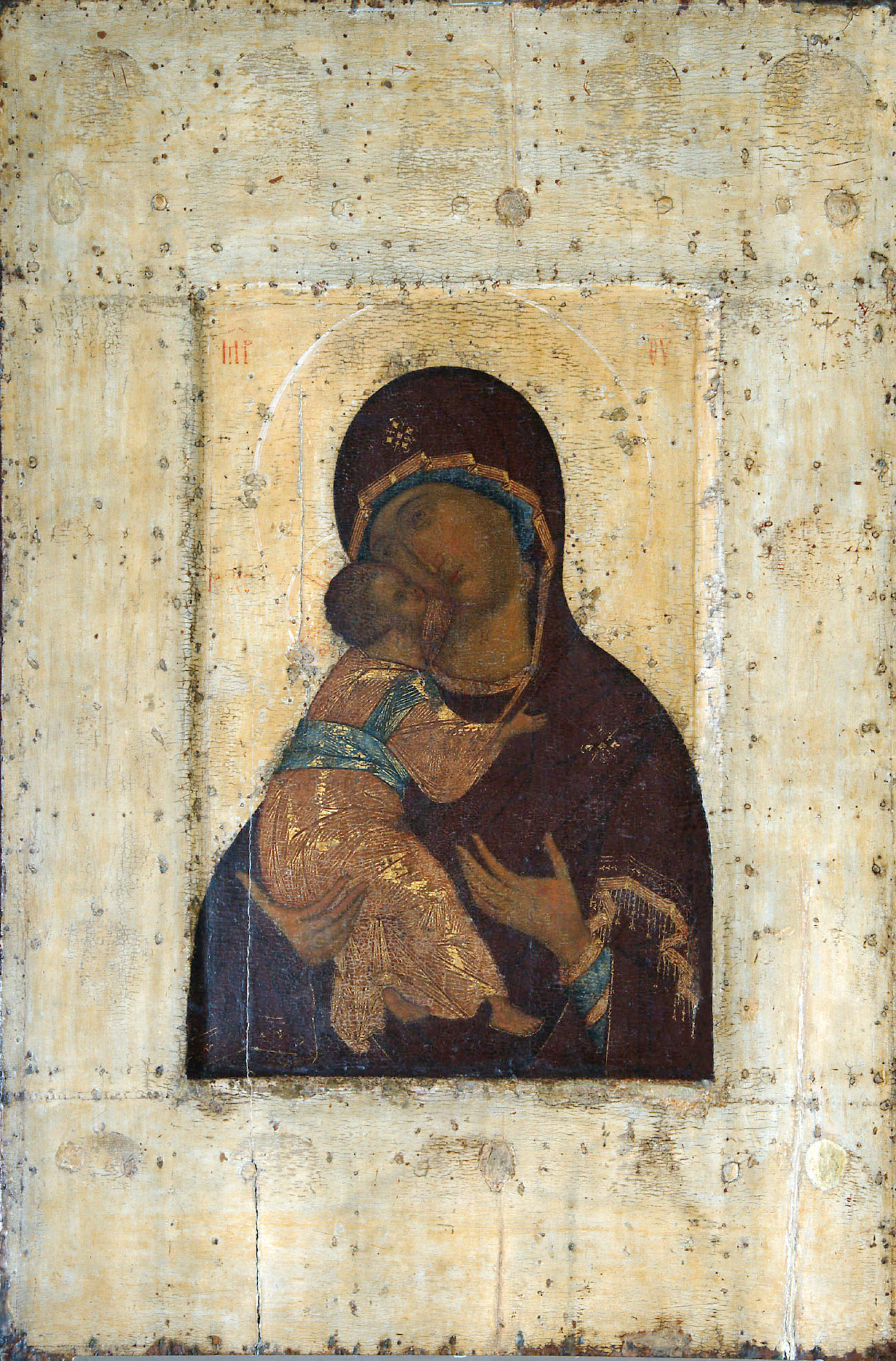
Andrei Rubljow zugeschriebene Kopie der Wladimirskaja

Die aus kunstgeschichtlicher Sicht am meisten hervorzuhebende Eigenschaft der Ikone ist zweifellos die überaus hohe Qualität ihrer Malerei. Wie allerdings intensive Untersuchungen der Staatlichen russischen Restaurierungswerkstätten 1919 zeigten, stammen lediglich Gesicht und Hals der Gottesmutter, das Gesicht des Christuskindes und unbedeutende Partien des Hintergrundes noch aus der originalen Schaffenszeit der Ikone.
Ikonographisch gehört diese Darstellungsweise der Gottesmutter mit dem Christuskind zum Typus der so genannten Eleusa. Eleusa (griech. für die Mitleidende, die Erbarmerin) bzw. Umilenie (умиление – russ. für Rührung) bedeutet, dass Maria, die ein Maphorion trägt, sich dem Kind liebevoll zuwendet und die innige Beziehung zwischen den beiden deutlich sichtbar wird, wobei der leidvolle Ausdruck im Antlitz Mariens darauf hinweisen soll, dass sie die in der Zukunft liegende Passion bereits voraussehen kann. Der direkte Vorläufer und eng verwandte Typus dieser Eleusa-Darstellung ist die Hodegetria. Die Wladimirskaja ist das älteste erhaltene Beispiel dieses Typus, welcher vor allem in Russland weite Verbreitung fand.
Kunstfertigkeit und Konzeption der Wladimirskaja sind von allerhöchster Eleganz und Sicherheit. Der Übergang von Konturlinie zu modellierter Oberfläche in den Gesichtern wurde überaus umsichtig vorgenommen, das Antlitz der Gottesmutter zeigt typische Merkmale der hohen byzantinischen Malkunst wie etwa die schmalen, pointierten Augen, die lange Nase sowie die schmale Mund- und Kinnpartie.

## Sonstiges
Das Logo von Mel Gibsons Produktionsfirma Icon Productions bildet einen Ausschnitt der Wladimirskaja ab.
Die Kirche Unsere Liebe Frau von Wladimir im oberbayerischen Penzberg ist ihr gewidmet.